# Gouvernement Eriksen
 (septembre 2023).
Si vous disposez d'ouvrages ou d'articles de référence ou si vous connaissez des sites web de qualité traitant du thème abordé ici, merci de compléter l'article en donnant les références utiles à sa vérifiabilité et en les liant à la section « Notes et références ».
Royaume de Danemark
Hans Hedtoft II Hans Hedtoft III
Le gouvernement Erik Eriksen est le gouvernement du royaume de Danemark en fonction du 30 octobre 1950 au 30 septembre 1953.
Il est dirigé par le ministre d'État Erik Eriksen et composé d'une coalition entre le Venstre (V) et le KF (KF).
Il succède au gouvernement Hans Hedtoft II et est suivi du gouvernement Hans Hedtoft III.

## Composition
| Fonction                                             | Titulaire        | Titulaire          | Parti |
| ---------------------------------------------------- | ---------------- | ------------------ | ----- |
| Premier ministre                                     |                  | Erik Eriksen       | V     |
| Ministre des Affaires étrangères                     |                  | Ole Bjørn Kraft    | KF    |
| Ministre des Finances                                |                  | Thorkil Kristensen | V     |
| Ministre de la Défense                               |                  | Harald Petersen    | V     |
| Ministre de l'Éducation                              |                  | Flemming Hvidberg  | KF    |
| Ministre de la Justice                               |                  | Helga Pedersen     | V     |
| Ministre de l'Intérieur et du Logement               |                  | Aksel Møller       | KF    |
| Ministre de l'Agriculture                            |                  | Henrik Hauch       | V     |
| Ministre de l'Agriculture                            | Jens Sønderup    |                    | V     |
| Ministre Affaires ecclésiastiques                    |                  | Jens Sønderup      | V     |
| Ministre Affaires ecclésiastiques                    | Carl Hermansen   |                    | V     |
| Ministre de la Pêche                                 |                  | Knud Rée           | V     |
| Ministre du Commerce, de l'Industrie et de la Marine |                  | Ove Weikop         | KF    |
| Ministre du Commerce, de l'Industrie et de la Marine | Aage Rytter      |                    | KF    |
| Ministre des Travaux publics                         |                  | Victor Larsen      | KF    |
| Ministre des Travaux publics                         | Jørgen Jørgensen |                    | KF    |
| Ministre des Affaires sociales et du Travail         |                  | Poul Sørensen      | KF    |